# Козловський Микола Кузьмич
Микола Кузьмич Козло́вський (біл. Мікалай Кузьміч Казлоўскі; 15 грудня 1917 — 14 листопада 1943) — радянський офіцер, Герой Радянського Союзу (1943, посмертно).

## Біографія
Народився 15 грудня 1917 року у селі Гапоновичі (нині Крупського району Мінської області Білорусі) у селянській родині. Білорус. Освіта неповна середня. Працював слюсарем-наладчиком.
У РСЧА з 1939 року. У 1942 році закінчив Сизранське танкове училище.
У боях німецько-радянської війни з 1942 року. Командир танкової роти 59-ї гвардійської танкової бригади (8-й гвардійський танковий корпус, 40-а армія, Воронезький фронт) гвардії лейтенант Козловський відзначився 26 вересня 1943 року при форсуванні Дніпра: керував переправою танків своєї роти в районі села Зарубинці (Канівський район Київської області). Брав участь у захоплені, утриманні та розширенні плацдарму на правому березі річки. 28 і 29 вересня в районі села Великий Букрин (Миронівський район Київської області) рота відбила 6 контратак противника. Всього за час боїв було знищено понад 200 гітлерівців.
14 жовтня 1943 року лейтенант Козловський загинув у бою в районі Великого Букрина. Похований на місці боїв у братській могилі.

## Нагороди та вшанування пам'яті
3 червня 1944 року Козловському Миколі Кузьмичу посмертно присвоєно звання Герой Радянського Союзу.
Також нагороджений:
- орденом Леніна
- орденом Вітчизняної війни 1 ступеня
- орденом Червоної Зірки

У Гапоновичах встановлений бюст Миколі Козловському. Його ім'ям носила піонерська дружина школи у якій він вчився. В смт Крупки його ім'ям названа вулиця.